# Eli Whitney

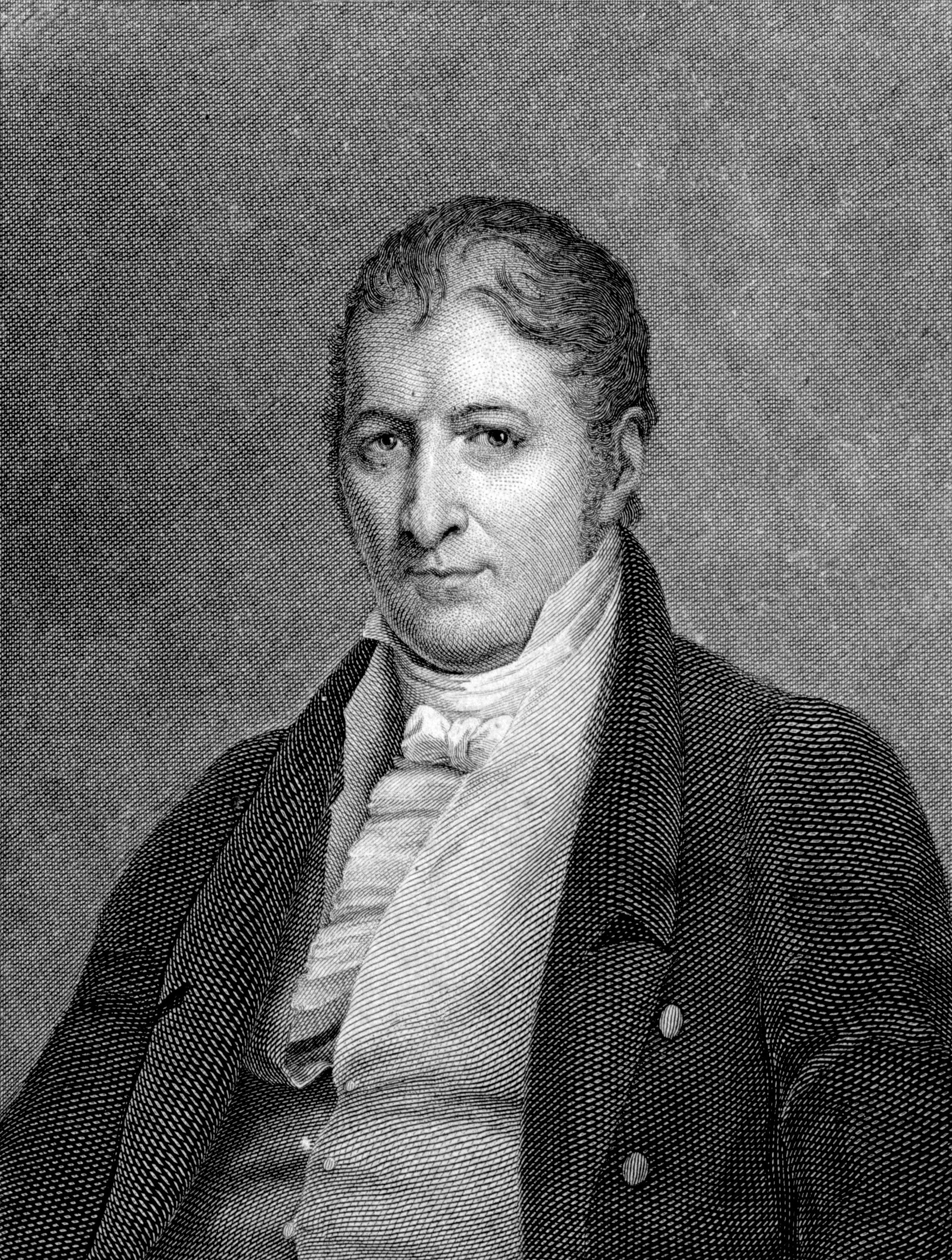
Eli Whitney

Eli Whitney (Westborough, Worcester County (Massachusetts), 8 december 1765 – New Haven (Connecticut), 8 januari 1825) was een Amerikaans uitvinder. Hij is waarschijnlijk het bekendst van zijn cotton gin, een egreneer- of ontkorrelmachine waarmee de zaadjes van katoen automatisch van de plant gescheiden konden worden.

## Biografie
De in Worchester Country geboren Whitney was de oudste zoon van Eli Whitney sr., een welvarende boer. Zijn moeder, Elizabeth Fay Whitney, overleed in 1777 toen Eli elfjaar oud was. Na zijn afstudering in 1792 als jurist aan de Yale-universiteit reisde hij naar South Carolina om huisleraar te worden. Maar omdat hij veel minder ging verdienen dan eerder was afgesproken nam hij de baan niet aan. Hij kwam terecht op de plantage waar zijn reisgezel Phineas Miller opzichter was. Hier zag hij de problemen van katoenplantage en dan met name de hoeveel tijd die een slaaf nodig had om de katoenvezels te ontpitten. Hierop ontwierp en bouwde hij in 1793 zijn cotton gin. Dankzij zijn uitvinding kon één persoon voortaan het werk van 15 mensen doen binnen eenzelfde tijdsbestek.
Vanwege de grote vraag naar katoen werd zijn egreneermachine een groot succes. In 1794 verkreeg hij patent op zijn uitvinding. Samen met zijn zakenpartner Miller begon hij in New Haven een machinefabriek en verkocht hij zijn machine aan plantage-eigenaars in het zuiden van de Verenigde Staten. Al snel werd zijn uitvinding door anderen gekopieerd, enerzijds omdat Whitney de enorme vraag naar egreneermachines niet kon bijhouden, anderzijds omdat hij en zijn partner een gedeelte van de productiewinst van de machines afdwongen. Vanwege de gebrekkige octrooiwetgeving kon Whitney zijn uitvinding niet beschermen en was hij veel tijd en geld kwijt aan rechtszaken – die hij overigens ook vaak verloor van de invloedrijke plantage-eigenaars.
Whitney's zoon, die ook Eli heette, verwierf bekendheid dankzij de door hem ontworpen vuurwapens. Zijn bedrijf werd later overgenomen door Winchester Repeating Arms Company.
- Bibliothèque nationale de France: cb124241970 (data)
- Gemeinsame Normdatei: 117574848
- International Standard Name Identifier: 0000 0000 2156 4762
- Library of Congress Control Number: n50020366
- National Archives and Records Administration: 10580711
- Nationale Bibliotheek van Israël: 987007605296205171
- Nederlandse Thesaurus van Auteursnamen: 121385566
- SNAC: w60r9v6v
- Système universitaire de documentation: 033369194
- Virtual International Authority File: 57395920
- WorldCat: E39PBJkHtF3hmQ6wKqrPqhxxDq